# Folque
Folque ist eine norwegische Folkrockband. Sie wurde 1973 von Morten Bing, Jørn Jensen, Eilif Amundsen, Lisa Helljesen, Espen Løvstad, Trond Øverland und Trond Villa gegründet. Das 1972 gegründete Vorgängerprojekt hieß zunächst «Brød & Vin» (Brot und Wein), wurde aber im Frühjahr 1973 in Folque umbenannt, nachdem weitere Musiker und traditionelle Instrumente in das Ensemble aufgenommen worden waren.
Die Band löste sich 1984 auf, trat jedoch in den Jahren 1994 und 2004 wieder live auf.
Ihr Musikstil ist mit dem der französischen Malicorne und der britischen Steeleye Span verwandt.
Bis auf die CD „Stormkast“ erschienen die Alben von Folque im LP-Format, die ersten drei Alben wurden auf CD wiederveröffentlicht.

## Diskografie
- Folque (1974)
- Kjempene på Dovrefjell (1975)
- Vardøger (1977)
- Dans, dans Olav Liljekrans (1978)
- Folques beste (1979)
- Fredløs (1980)
- Landet ditt (1981)
- Sort messe (1983)
- Dans dans (1991)
- Stormkast (1998, Best of und Liveaufnahmen)